# Alexander Kahl
Alexander Kahl (5 de octubre de 1993) es un deportista alemán que compite en esgrima, especialista en la modalidad de florete. En los Juegos Europeos de Cracovia 2023 consiguió una medalla de bronce en la prueba por equipos.

## Palmarés internacional
| Juegos Europeos | Juegos Europeos    | Juegos Europeos   | Juegos Europeos     |
| Año             | Lugar              | Medalla           | Prueba              |
| --------------- | ------------------ | ----------------- | ------------------- |
| 2023            | Cracovia (Polonia) | Medalla de bronce | Florete por equipos |